# Maksim Jelissejeu
Maksim Jelissejeu (belarussisch Максім Елісееў, engl. Transkription Maksim Yeliseyeu; * 28. Mai 1988) ist ein belarussischer Biathlet.
Maksim Jelissejeu nahm international im Rahmen der Junioren-Weltmeisterschaften 2007 in Martell an seinen ersten internationalen Wettbewerben teil und wurde 25. im Einzel, 26. im Sprint, 34. der Verfolgung und verpasste als Viertplatzierter mit der Staffel knapp eine Medaille. 2008 startete er auch mehrfach in Junioren-Rennen des IBU-Cups, bei denen er immer einstellige Ergebnisse erzielte. In Ruhpolding folgte 2008 die nächste Teilnahme an einer Junioren-WM. Jelissejeu lief auf den 44. Platz im Einzel, wurde 50. im Sprint, 45. der Verfolgung Elfter im Staffelrennen. In Nové Město na Moravě startete er kurz darauf auch bei den Junioren-Wettkämpfen der Biathlon-Europameisterschaften 2008 und verpasste wie schon bei der WM im Vorjahr als Viertplatzierter knapp eine Medaille. Zudem wurde der Belarusse im Einzel 54. Letztmals nahm er 2009 in Canmore an der Junioren-WM teil, wo er 13. des Einzels wurde, 46. des Sprints und 38. der Verfolgung. Bei der EM 2009 in Ufa lief Jelissejeu auf den 39. Rang im Junioren-Einzel. Letztes Großereignis bei den Junioren wurden die Sommerbiathlon-Weltmeisterschaften 2009 in Oberhof. Bei den Wettkämpfen auf Skirollern erreichte er Platz 24 im Sprint und 13 in der Verfolgung.
Zum Auftakt der Saison 2009/10 nahm Jelissejeu in Idre an seinen ersten Rennen im IBU-Cup der Männer teil und wurde 78. und 76. der Sprintrennen. Wenig später gewann er als 29. eines Sprints in Ridnaun erste Punkte. Erstes Großereignis bei den Männern wurden die Biathlon-Europameisterschaften 2010 in Otepää. Der Belarusse lief im Einzel auf den 33. Platz, wurde 29. im Sprint und 25. der Verfolgung. Zum Abschluss der Saison nahm sie an den Militär-Skiweltmeisterschaft 2010 in Brusson teil und erreichte an der Seite von Aliaksandr Luzutkin, Uladsimir Miklascheuski und Wital Zwetau den zehnten Platz im Militärpatrouillenrennen. Im Sprint wurde er 22. Nächstes Großereignis wurden die Sommerbiathlon-Weltmeisterschaften 2010 in Duszniki-Zdrój, wo er mit Iryna Babezkaja, Darja Jurkewitsch und Sjarhej Daschkewitsch Sechste im Rennen der Mied-Staffeln wurde.